# 早期電子遊戲史
早期電子遊戲史（英語：early history of video games）涵蓋了從1947年首款結合熒幕的互動電子類遊戲問世，20世紀50年代初首款真正電子遊戲的出現，至70年代早期街機電子遊戲興起的時期。從首款電子遊戲面世至今，電子遊戲史涵蓋了許多發明和發展。電子遊戲在70年代和80年代成為主流，當時街機電子遊戲、遊戲機、家用電腦遊戲均走入尋常家庭的生活。從此時起，電子遊戲已經成為流行的娛樂方式，並成為世界上大多數地區現代文化的一部分。而在這段時期，隨著計算技術的巨大進步，促進了各式設備和發明的誕生，實際上哪部作品是首款電子遊戲需取決於它使用哪個「電子遊戲」詞義。
繼1947年陰極射線管娛樂裝置（已知最早的互動電子類遊戲和首款使用電子熒幕的遊戲）出現後，首款真正的電子遊戲於20世紀50年代初面世。早期遊戲的創建旨在用於技術演示，亦有部分用於學術研究，例如1950年的《大腦伯蒂》和1951年的Nimrod。各間研究機構開發了一系列模擬現實世界棋盤遊戲的遊戲，以探索程式設計、人機互動、電腦算法等領域。這些遊戲包括了1952年的《OXO》（首款結合陰極射線管顯示器的遊戲程式），以及數款國際象棋和西洋跳棋程式。1958年《雙人網球》誕生，它是首款純粹為了娛樂而非用於技術演示或研究的遊戲，特點是示波器上的移動圖形。隨著電腦技術不斷創新，電腦體積變得越來越小，運算速度亦越來越快。到了50年代末，大學學生和員工均可以使用電腦工作。這群程式設計師開始利用電腦編寫與學術無直接關係的程式，促成太空戰爭電子遊戲《太空戰爭！》在1962年推出，它甚至成為首款在單一機構以外可以接觸得到的遊戲。
在60年代餘下時間，越來越多程式設計師開發數碼電腦遊戲，它們有時更出現在程式目錄內作商品銷售。電腦成本日益下降，電子遊戲的受眾擴大至數十個研究機構，同時出現了可以在多種電腦運行的编程语言，有利於開發更多種類的遊戲。70年代初，伴隨投幣式街機遊戲《銀河遊戲》原型機亮相，以及《電腦太空戰》和《乓》登陸街機遊戲市場，商業電子遊戲產業正式成形，電子遊戲亦進入全新時代。另一方面，1972年家用電子遊戲機米罗华奥德赛的推出，亦為第一世代遊戲機打開序幕。

## 定義電子遊戲

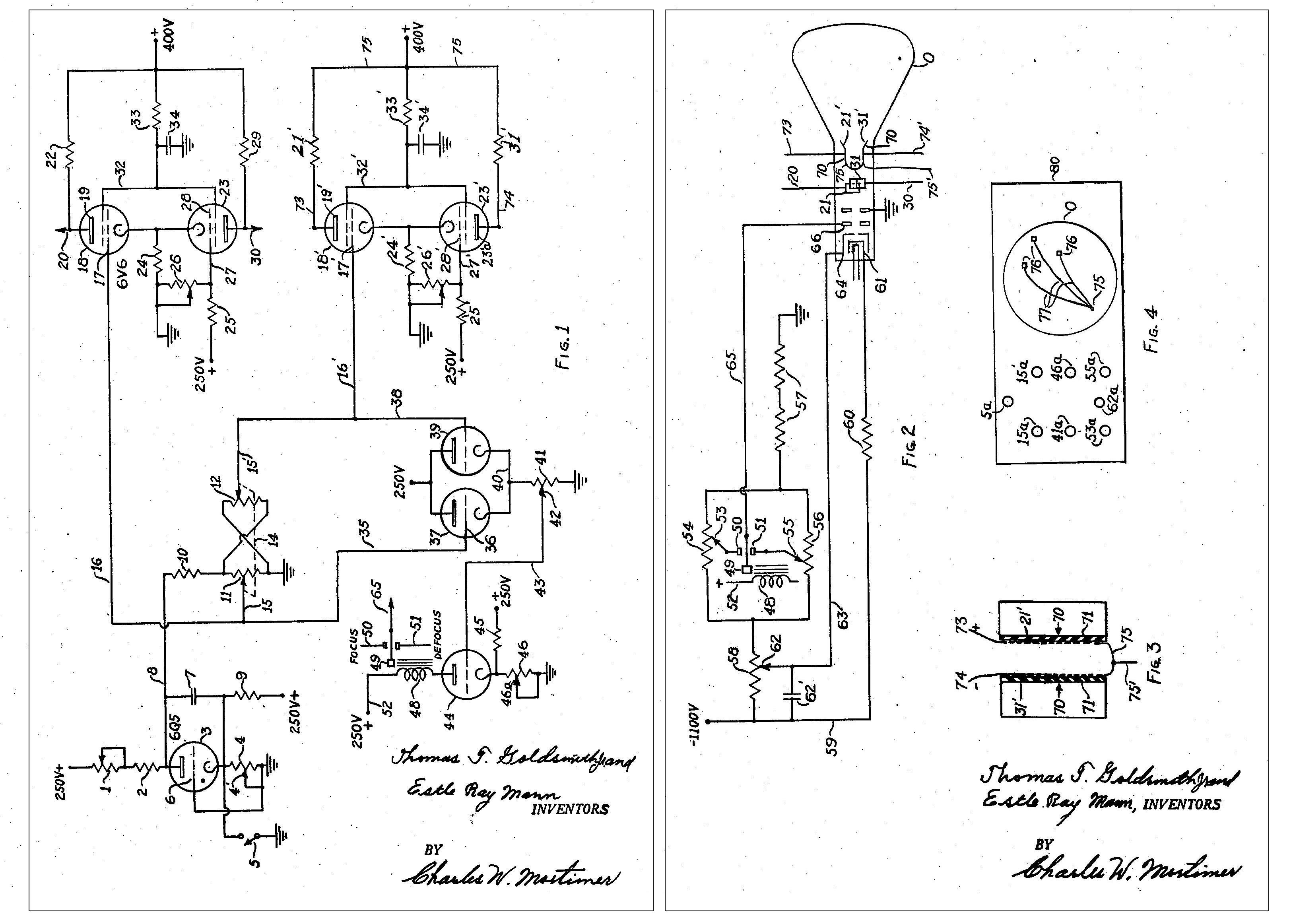
陰極射線管娛樂裝置的專利電路圖

在過去幾十年間，「電子遊戲」一詞已經從純粹的技術定義，演變成為定義新型互動娛樂類別的總體概念。從技術上講，產品需要向顯示器傳送視訊信號，才能成為早期定義中的電子遊戲。顯示器可以（但不一定）包括阴极射线管、示波器、液晶顯示器、向量顯示器等。這個定義不包括早期的電腦遊戲，因為它們將結果輸出到打印機或電傳打字機而非顯示器上，以及使用靜態LCD圖形的遊戲，例如任天堂的Game & Watch或大多數老虎電子掌上遊戲機。從技術角度來看，這些更適合稱為「電子遊戲」或「電腦遊戲」。
時至今天，「電子遊戲」一詞已經完全擺脫了其純粹的硬件依賴性定義，包含了更廣泛的技術。儘管定義仍不明確，但「電子遊戲」現在通常涵蓋在具有電子邏輯電路的硬件上進行的任何遊戲，它們包含互動元素，並將玩家行動的結果輸出到顯示器。根據這個更廣泛的定義，首批電子遊戲出現在20世紀50年代初，主要與大學和大公司的研究項目相關；但是，由於它們主要用於設備宣傳和學術方面，而非娛樂用途，所以彼此間影響輕微。
這些遊戲的原型包括陰極射線管娛樂裝置，它是已知最早的互動電子類遊戲，也是第一款結合陰極射線管屏幕的電子遊戲。裝置包含一根連接至示波器的陰極射線管，以及一組旋鈕和開關，玩家需要利用旋鈕調整投射點的運動軌道，嘗試擊中覆蓋於顯示器上的塑膠目標。該設備僅基於模擬電路，未有使用任何數碼計算機、記憶裝置或程式。它由小湯馬士·戈德史密夫和艾斯托·雷·曼（Estle Ray Mann）發明，於1947年註冊專利。兩人任職於電視公司迪蒙實驗室，當時他們製作遊戲的想法可能是使用電視機作為顯示器，從而售予消費者；但是，這項專利（同時是第一個電子遊戲專利）從未使用，設備僅限於原始的手工原型機。除此之外，設備亦缺乏電子邏輯電路，導致它不被視作首款電子遊戲。1948年，即陰極射線管娛樂裝置獲得專利後不久，艾伦·图灵和戴維·高恩·錢珀瑙恩開發了國際象棋程式Turochamp，是已知最早進入開發階段的電腦遊戲。然而，由於演算法過於複雜，當時的早期電腦無法運行，因此圖靈和錢珀瑙恩從未把它完成。1952年夏天，圖靈以此程式與電腦科學家艾力克·格連尼對弈，並逐步手動執行它。到了1954年圖靈辭世之時，它仍無法在電腦上實際運行。

## 最初的遊戲

Nimrod示意圖

首批電子數字電腦——巨人计算机和電子數值積分計算機——誕生於第二次世界大戰，旨在協助盟軍勝出戰爭。戰後不久，曼彻斯特大学（曼切斯特1型）、剑桥大学（延遲存儲電子自動計算器）、宾夕法尼亚大学（離散變量自動電子計算機）、普林斯頓大學（IAS機器）頒佈首個儲存程序架構，使電腦可以很容易地重新編程以承擔各種任務，這促進了雷明頓蘭德公司、費蘭提公司、IBM等機構在20世紀50年代初期將電腦商業化。這反過來又促使大學、政府組織、大型公司在隨後十年採用電腦。正是在這種環境下，首批電子遊戲誕生了。
20世紀50年代的電腦遊戲大致可以分為三類：培訓和指導程序，人工智能等領域的研究程序，以及旨在給公眾留下深刻印象或娛樂的示範程序。由於這些遊戲主要在獨特的硬件上開發，加上當時系統之間的移植十分困難，而且在達到其有限目的後經常被拆除或丟棄，因此它們不會影響行業的進一步發展。出於同樣原因，這段時期可能有許多未曾公開且不為人所知的遊戲，故此很難確定誰人開發了首款電腦遊戲，或者誰人在最初為這十年間推出的眾多遊戲或遊戲機制建模。
已知最早公開展示的電子遊戲創建於1950年。《大脑伯蒂》是款井字棋街機遊戲，由約瑟夫·凱特為1950年加拿大博覽會而製作。為了展示自己設計的新型真空管「加法管」，凱特在羅傑斯雄偉公司工程師的協助下打造了一台專用電腦。成品高4米，垂直大熒幕背後設多枚燈泡，玩家可與電腦對弈井字棋。1950年8月25日至9月9日，機器被安裝在加拿大博覽會的工程大樓中。在為期兩週的博覽會上，遊戲取得巨大成功，不少參觀者排隊等待遊玩，凱特則在旁調校難度以適應玩家的水平。電腦在博覽會結束後拆除，作為新奇品而被「基本遺忘」。凱特聲稱當時手上還有許多項目，無暇保存這台具有重要意義的機器。

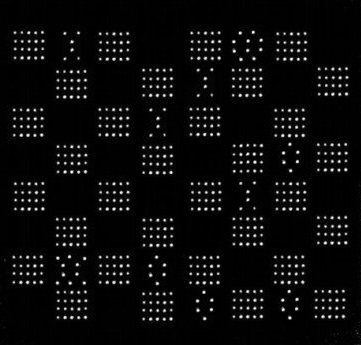
克里斯托弗·斯特雷奇的西洋跳棋程式

將近一年後的1951年5月5日，英國工程公司和電腦開發商費蘭提製作了Nimrod電腦，先後在同年舉辦的不列顛節和柏林工業展上展出，之後拆除。電腦寬3.7（12英尺）、深2.7（9英尺）、高1.5（5英尺），專門遊玩尼姆遊戲，設有供玩家下棋的控制板，以及兩塊分別顯示遊戲狀態和運算結果的燈板。電腦可以遊玩傳統或逆向版本的尼姆遊戲。電腦的設計靈感受早期尼姆遊戲機「Nimatron」所啟發，該機器由愛德華·康登設計，西屋電氣以機電繼電器製造，曾於1940年紐約世界博覽會上展出。雖然Nimrod旨在費蘭提的電腦設計和編程能力，而非娛樂大眾，但大多數參加者對於玩遊戲更感興趣。
大約在這個時候，各間研究電腦實驗室正在開發非視覺遊戲。例如，克里斯托弗·斯特雷奇在Pilot ACE上開發了模擬西洋跳棋的遊戲，1951年7月在英國國家物理實驗室首次嘗試運行但未成功，及後於1952年完成。這款遊戲是已知首款為通用電腦創建的電腦遊戲，而非像《大腦伯蒂》這類為遊戲而專門製作電腦。1952年，亞瑟·李·塞謬爾受斯特雷奇的程序所啟發，在IBM 701上開發了自己的西洋跳棋遊戲。隨著反覆運算，遊戲在1955年已經具有初步的人工智能，1956年更在電視上公開展示其中一個版本。同樣在1951年，迪特里希·普林茨以曼徹斯特大學的通用費蘭提1型（首批商用電腦之一），開發了首個可運行的國際象棋電腦程式，而且它能夠解決「兩步殺」殘局。然而，程式功能不足以遊玩完整棋局，並且沒有影像輸出。而大約在20世紀50年代初的同一時期，蘭德公司等軍事研究機構開發了一系列越來越複雜的戰鬥模擬遊戲，例如《卡莫內特》，玩家可以輸入命令攔截敵方飛機，或布置部隊抵擋敵方軍隊的入侵。不過，這些模擬遊戲還不是真正的電子遊戲，因為它們需要人工干預來解釋玩家的命令和最終結果，電腦只控制敵人的路徑，程式則著重於模擬事件和概率。

## 互動視覺遊戲

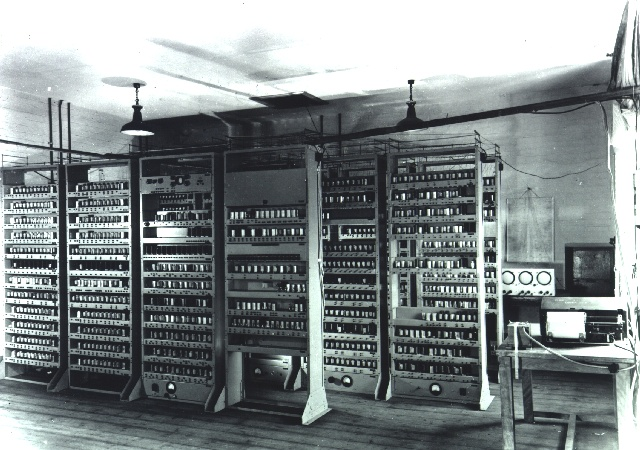
正在運行《OXO》的延遲存儲電子自動計算器

1952年，亞歷山大·S·道格拉斯在延遲儲存電子自動計數機上創建了井字棋遊戲《OXO》。延遲儲存電子自動計數機是最早的儲存程序電腦之一，具有可讀寫的記憶體，佔據了整個房間。它包含三個35×16點陣陰極射線管，以圖形方式顯示電腦記憶體狀態。作為人機互動論文的一部分，道格拉斯使用其中一個屏幕向用戶傳遞其他信息，最後他選擇顯示遊戲的當前狀態。玩家使用撥號盤控制器輸入其選擇，之後電腦行棋，雙方的走法均會在熒幕上顯示。遊戲不對公眾開放，另外該機器無法任意移動，因此只有獲得劍橋大學的特別許可才能於數學實驗室遊玩。與其他早期電子遊戲一樣，當道格拉斯達到目的後，遊戲便被廢棄。大約在同一時間，克里斯托弗·斯特雷奇在另一台大型计算机曼切斯特1型上擴展了他的西洋跳棋程式，最終在1952年為費蘭提1型開發了另一版本，且能活用其陰極射線管顯示器。與《OXO》同樣，顯示器大部分時間都處於靜態，僅在移動時更新。《OXO》和斯特雷奇的西洋跳棋程式是已知最早在電子屏幕上顯示視覺效果的遊戲。
1951年2月，麻省理工學院學生奧利佛·阿伯斯（Oliver Aberth）以旋風計算機製作了彈力球模擬程式，容許玩家以旋鈕操縱皮球彈起的頻率。1951年年底至1953年之間，阿伯斯在程式中增設地洞讓玩家瞄準，從而把它做成遊戲。這款遊戲是首款已知包含實時更新圖形的遊戲，而不是只有在玩家做出動作時才更新。它亦被數字電腦系助理教授查爾斯·W·亞當斯（Charles W. Adams）應用在課堂上。接著在1954年，威廉·布朗（William Brown）和泰德·劉易斯（Ted Lewis）專門為密西根大学開發的MIDSAC電腦演示而編寫了撞球遊戲。兩人花費了六個月以上的時間來開發遊戲，特色是分別由操縱桿和旋鈕控制的撞球桿，桌上則放滿15個球。電腦會計算球在桌面上相撞並移動的動作，當它們到達袋口便會消失，並以每秒40次的速度連續更新圖形，以展示實時運動。與以前的電子遊戲一樣，撞球遊戲主要目的是旨在展示MIDSAC電腦的運算能力。

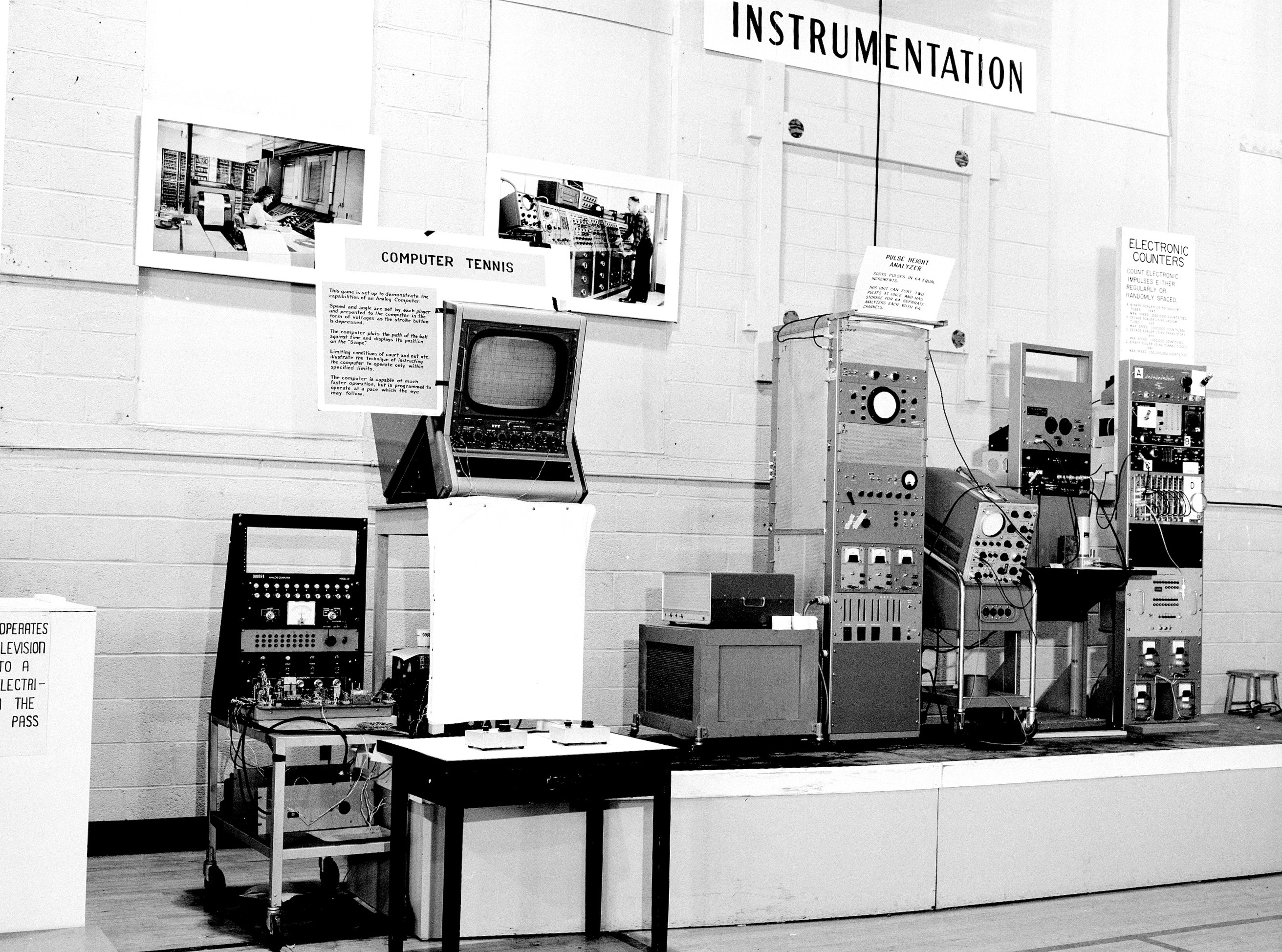
1959年正參與展出的《雙人網球》

電子遊戲的下一個里程碑出現在1958年的網球模擬遊戲《雙人網球》。有別於在研究電腦上開發的西洋跳棋和國際象棋等遊戲，《雙人網球》是首款純粹為了娛樂而非用於技術演示或研究的遊戲。它由物理學家威廉·希金伯泰為布魯克黑文國家實驗室參觀者創建，目的是在公眾開放日為參觀者帶來比尋常關於核能的靜態展覽更具娛樂性的遊戲。遊戲在唐納30型模拟计算机上運行，在示波器上顯示網球場的側視圖，玩家需要使用控制器控制擊球角度，然後遊戲便會計算並模擬球的軌跡，包括擊球入網的可能性。遊戲於1958年10月18日首次亮相，吸引數以百計訪客排隊遊玩。歸功於遊戲的流行，次年實驗室推出升級版，引入更大型的屏幕，以及增設不同級別的模擬重力。在達到目的後，遊戲便被拆除。雖然這款遊戲在遊戲設計或技術開發方面沒有創新，但它作為一款以娛樂為中心的遊戲，而非學術項目或技術展示品，使得它直至現時仍被視為首批「真正的」電子遊戲。
1957年至1961年間，各種電腦遊戲繼續在大學電腦和程式設計研究的背景下誕生。特別是隨著電腦技術改進，體積更小、以晶体管為基礎的電腦陸續面世，人們可以在這些電腦上實時創建和運行程式，毋須再批次處理。然而，一些程式雖然用於展示電腦的強大運算功能，但同時也是娛樂產品。這些程式通常由本科生創造，以麻省理工學院為例，該校的本科生有時獲允許為TX-0實驗電腦開發程式。這些互動式圖形遊戲由程式設計師社團開發，當中大部分人隸屬由艾倫·科托克、彼得·參孫、鮑勃·桑德斯（Bob Saunders）領導的鐵路模型技術俱樂部。這些遊戲包括井字棋和老鼠迷宮，前者使用光筆與電腦進行簡單的井字遊戲，後者則以光筆為虛擬老鼠設置牆壁迷宮。此外，蘭德公司在20世紀50年代初開發的兵棋模擬遊戲已經擴展到更為複雜，幾乎不需要人工干預，而且還促成商業管理模擬遊戲的誕生，例如《管理遊戲》（The Management Game）。到了1958年，等商學院均利用它作教學用途。直至1961年，已有超過89種具有各種圖形功能的商業模擬遊戲被各間教育機構應用。十年間，儘管誕生了數種電子遊戲，但未形成所謂的商業電子遊戲產業。眾多遊戲中，幾乎全部都是為了特定目的而在單一機器上開發，或者作為一台機器而製作，少數模擬遊戲既非商品也非娛樂品。

## 傳播

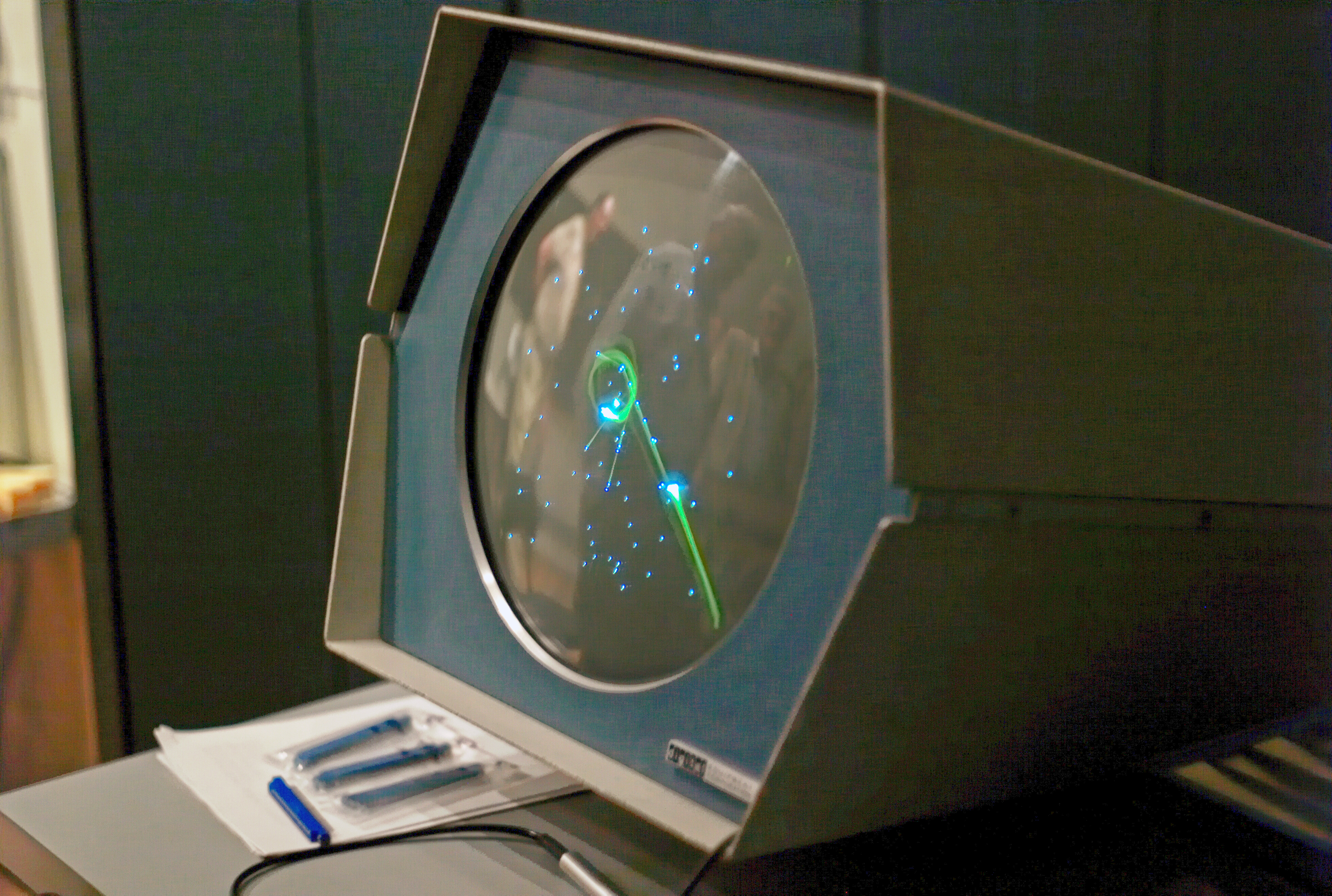
在PDP-1上運行的《太空戰爭！》

1961年，麻省理工學院取得數位設備公司出產的PDP-1迷你電腦，它是TX-0實驗電腦的後繼機，同樣使用矢量顯示系統，但體積更小、處理速度更快。與TX-0同樣，學院允許學生和員工在電腦閒置時利用它編寫與學術無直接關係的程式。1961年至1962年，哈佛大學和麻省理工學院的員工史帝芬·羅素與馬丁·格雷茨（Martin Graetz）、韋恩·維塔寧（Wayne Wiitanen）等人在PDP-1上合作開發太空戰爭電子遊戲《太空戰爭！》，靈感源於科幻作家愛德華·艾默·史密斯的系列小說。它後來更被散佈至其他PDP-1電腦上，使它成為首款在單一機構以外可以接觸得到的遊戲。
《太空戰爭！》這款雙人遊戲讓玩家在隨機生成的星空背景下，操作太空船一邊移動一邊射擊對方船隻。遊戲是為了滿足羅素、格雷茨、維塔寧曾制定的準則而開發：儘可能展現電腦的能力，甚至發揮至極限；在固定架構中，每次執行結果都應該不相同，從而保持有趣；以生動方式使觀眾感到有趣，簡單而言它應該是款遊戲。遊戲屬於多人遊戲的主要因為是電腦沒有剩餘資源來控制另一艘船。初步開發過後，鐵路模型技術俱樂部的成員致力改良遊戲，添加了精確的星圖和中央恆星重力穴，並將它散佈到數十個機構的PDP-1上，而此過程持續了數年。由於玩家長時間坐在電腦前遊玩會令手肘出現不適，因此桑德斯為遊戲製作了分離式控制裝置，本質上是早期的遊戲手柄。另外，羅素聲稱數碼裝置公司會利用遊戲為即將出貨的全新PDP-1作冒煙測試，因為它是唯一可以測試硬件各個方面的程式。儘管遊戲在當時廣為流傳，但它的直接影響力非常有限，原因在於相比大型计算机便宜的PDP-1其售價仍需12萬美元（相當於2021年約107萬美元），售出的53台電腦大多不連顯示器，餘下的則多數設於守衛森嚴的軍事設施或研究室，每分每秒都在工作，這導致初版遊戲沒法擴大受眾、只能停留在狹窄的學術範圍。羅素曾經表示，他對這個遊戲最滿意的地方是它激發了許多程序员編寫屬於自己的版本，而不受限於使用他的代碼或設計。

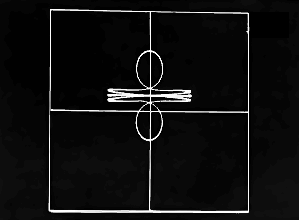
1969年《星際旅行》促成UNIX操作系统的誕生

由於電腦成本限制了商業遊戲和一般軟件在研究機構和大公司之間的流通，導致相關市場的規模很小，但仍有一些遊戲是由程式設計師創造並由電腦製造商分發。電腦行業的擴展促使程式目錄和用戶組誕生，這些目錄和小組時常分享小遊戲和程序，包括收錄在1962年4月IBM程序目錄的《BBC維克棒球示範器》（BBC Vik The Baseball Demonstrator）和《三維井字棋》（Three Dimensional Tic-Tack-Toe）。隨著《太空戰爭！》的散佈，不少大學程式設計師開發的遊戲亦在接下來的幾年裡得到流傳，當中包括沃利·費烏爾傑在1962年開發、旨在教授醫學生如何診症的問答遊戲《蘇格拉底系統》（Socratic System），以及愛德華·斯坦伯格（Edward Steinberger）製作的骰子遊戲。除了IBM和數碼裝置公司社團之外，其他地方也有製作大型電腦遊戲，例如是1962年波蘭工程師維托爾德·波德戈爾斯基（Witold Podgórski）為奧得1003開發的《馬倫巴》。1964年，紐約州合作教育服務委員會與IBM的合作研究項目促成《蘇美爾遊戲》的誕生。它除了是城市建造遊戲和戰略遊戲的始祖，還是首款具備敘事的遊戲，以及首款寓教於樂的作品。遊戲設計者梅布爾·阿迪斯也因而被稱作首位女性電子遊戲設計師和首位遊戲編劇。
20世紀60年代後半期，能夠在多類電腦上運行的高级语言（例如BASIC）進一步擴大了遊戲的傳播範圍，使它們不再受到設備和地域限制。這些遊戲包括：約翰·凱梅尼在1965年用BASIC編寫的棒球模擬遊戲；拉里·貝瑟魯姆（Larry Bethurum）在1966年以BASIC編寫的賓果遊戲；查爾斯·巴切勒（Charles R. Bacheller）在1967年5月以BASIC編寫的籃球模擬遊戲；雅各·布伯格曼（Jacob Bergmann）在1967年8月以BASIC編寫的棒球模擬遊戲，以1967年世界大賽為背景；肯·湯普遜在1969年為Multics作業系統而開發的《星際旅行》，後來促成UNIX作業系統的發展；以及道格·戴門特（Doug Dyment）根據他人對於《蘇美爾遊戲》的描述，於1968年以FOCAL編寫的《漢摩拉比》，後來大衛·阿爾利用BASIC創作遊戲另一版本。在上述的早期大型電腦遊戲之中，《星際旅行》和《漢摩拉比》脫離了最初的大型電腦，被移植至諸如BASIC等高階語言，從而出現在其他平台上。

## 全新行業

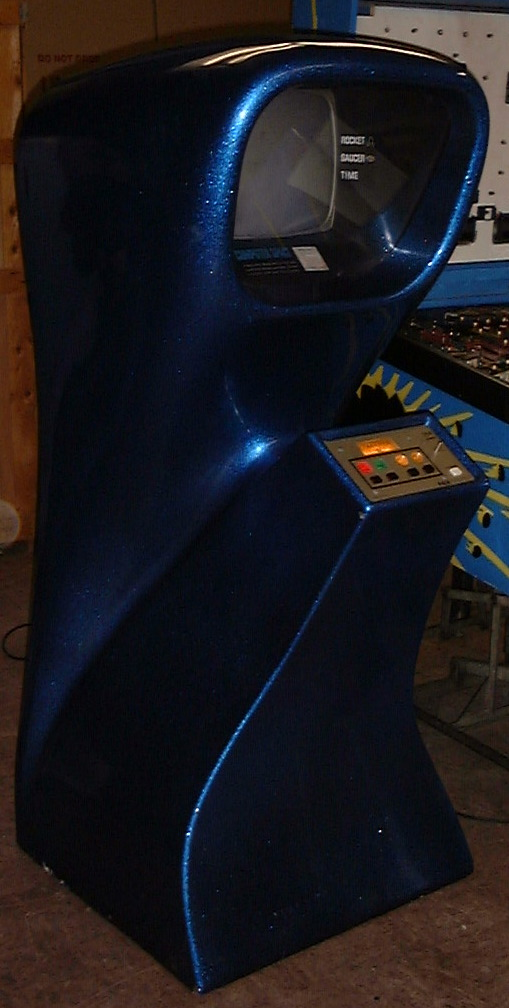
1971年面世的《電腦太空戰》是首款商業街機遊戲

20世紀70年代初，電子遊戲幾乎完全是程式設計師和有機會使用電腦的技術人員所傳播的新奇事物，範圍主要在研究機構和大型公司。然而，隨著商業電子遊戲產業的興起，電子遊戲的歷史在本世紀初進入全新時代。
街機電子遊戲行業起源於先前由機電遊戲機主導的街機遊戲行業。1966年，世嘉的機電遊戲機《潛望鏡》問世，街機行業經歷了一場由具備「視聽」的新奇機電遊戲機所推動的「技術復興」，為20世紀70年代初把商業電子遊戲引入街機市場建立良好環境。首款商業街機電子遊戲是1971年推出的《電腦太空戰》，它由诺兰·布什内尔和泰德·达布尼開發，衍生自1962年遊戲《太空戰爭！》。布殊內爾曾經在電子遊樂場工作，當他看到《太空戰爭！》後便深信這款遊戲的街機版本將會非常受歡迎。兩人曾以價值4,000美元的諾瓦電腦為基礎，認為如果機器能夠接駁四個顯示器和投幣口，而且同時運行多個遊戲，便能收回成本。但他們的計劃很快就遇到挫折：電腦功能不夠強大，無法同時運行多個遊戲，而且刷新顯示器的速度也達不到使遊戲可玩的要求。後來，他們發現可以利用定制硬件來完全取代諾瓦電腦，而且構建整個遊戲的電腦系統的成本會低得多。1971年8月，遊戲原型在史丹福大學附近的酒吧安裝了這款遊戲，並取得了巨大成功。布殊內爾更為遊戲覓得生產商納廷聯合，後者將製作遊戲機櫃的最終版本並出售給分銷商。

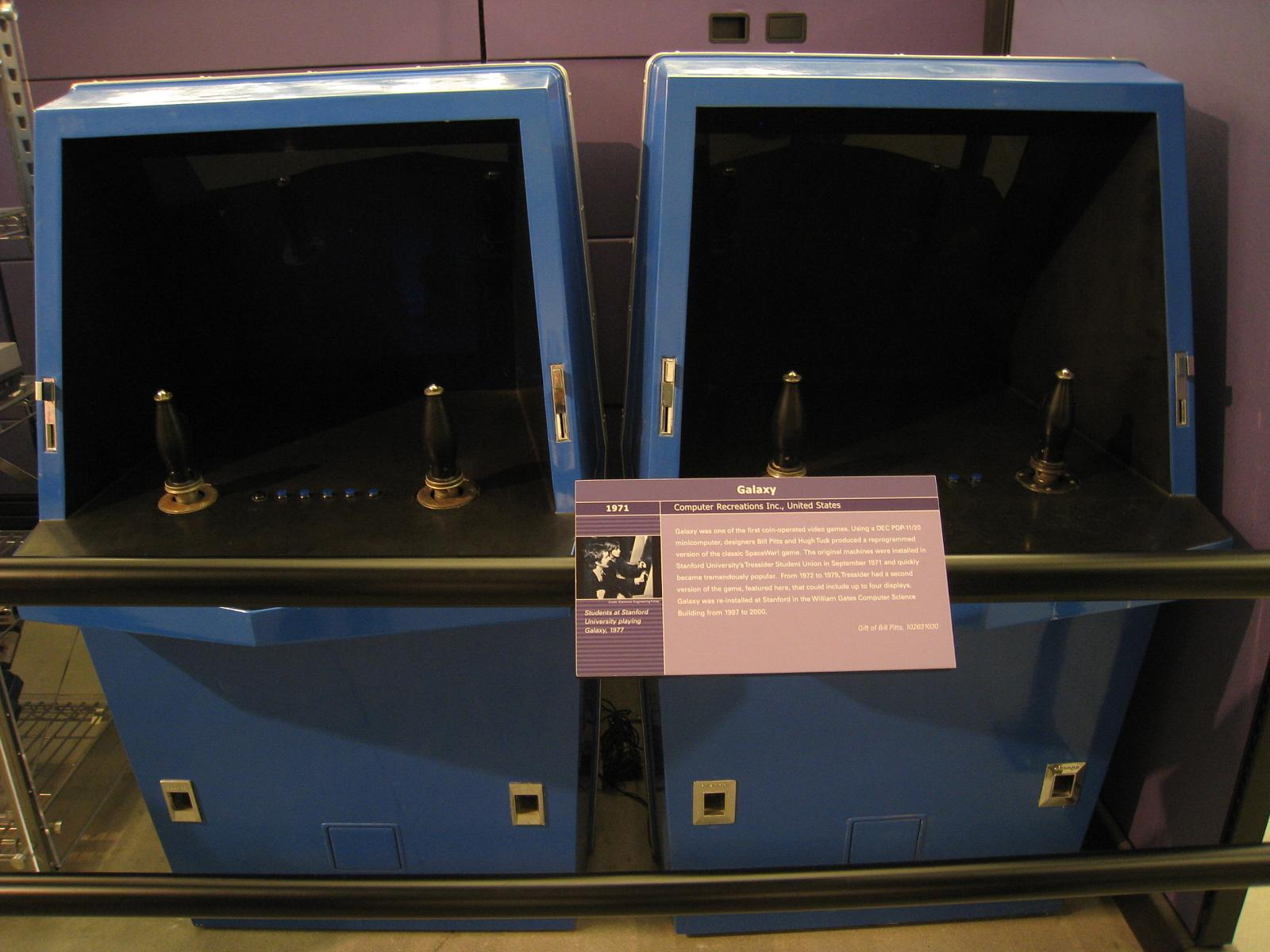
1971年的《銀河遊戲》屬首批早期街機遊戲

另一款早期投幣式街機電子遊戲是同樣在1971年面世的《銀河遊戲》，由比爾·皮茨（Bill Pitts）和休·塔克（Hugh Tuck）在史丹福大學以具備向量顯示器的PDP-11迷你電腦開發。兩人都是受到1962年遊戲《太空戰爭！》的啟發才會製作這款遊戲，塔克在1966年的一次《太空戰爭！》比賽中更聲言其投幣版本將會非常成功。1966年電腦成本依然高企，而在1970年，數碼裝置公司推出定價為1.4萬美元的PDP-11；雖然對於有利可圖的產品來說成本仍然太高（當時遊戲機中心內大多遊戲的成本約為1,000美元），但皮茨和塔克認為這已經足夠低了，可以構建原型來確定興趣和每場遊戲的最佳定價。測試前夕，《電腦太空戰》的設計師布殊內爾得悉皮茨和塔克的項目，希望得知你們以什麼方法來製作具商業競爭力的遊戲版本，可惜發現他們還沒有解決這個問題。布殊內爾認為《銀河遊戲》的成本很高，不是《電腦太空戰》的真正競爭對手。另一方面，皮茨和塔克雖然對布殊內爾的硬件印象深刻，但對遊戲本身卻不以為然。他們認為《電腦太空戰》是款單人遊戲，沒有原版遊戲的中心恆星重力穴，只是東施效顰，而自己的《銀河遊戲》則是優秀改編。然而，當時一些玩家認為《銀河遊戲》實際上只是《太空戰爭！》的另一版本。1971年11月，《銀河遊戲》首部原型機在大學學生會大樓二樓亮相，每場遊戲的定價十分低廉，吸引了絡繹不絶的人群來觀看。遊戲大受歡迎，促使皮茨和塔克開始研究擴大原型，並推出第二台原型機。可惜，由於遊戲成本高昂且缺乏商業前景，它們從未投入生產，皮茨和塔克最終在花費6.5萬美元後不得不放棄這個想法。

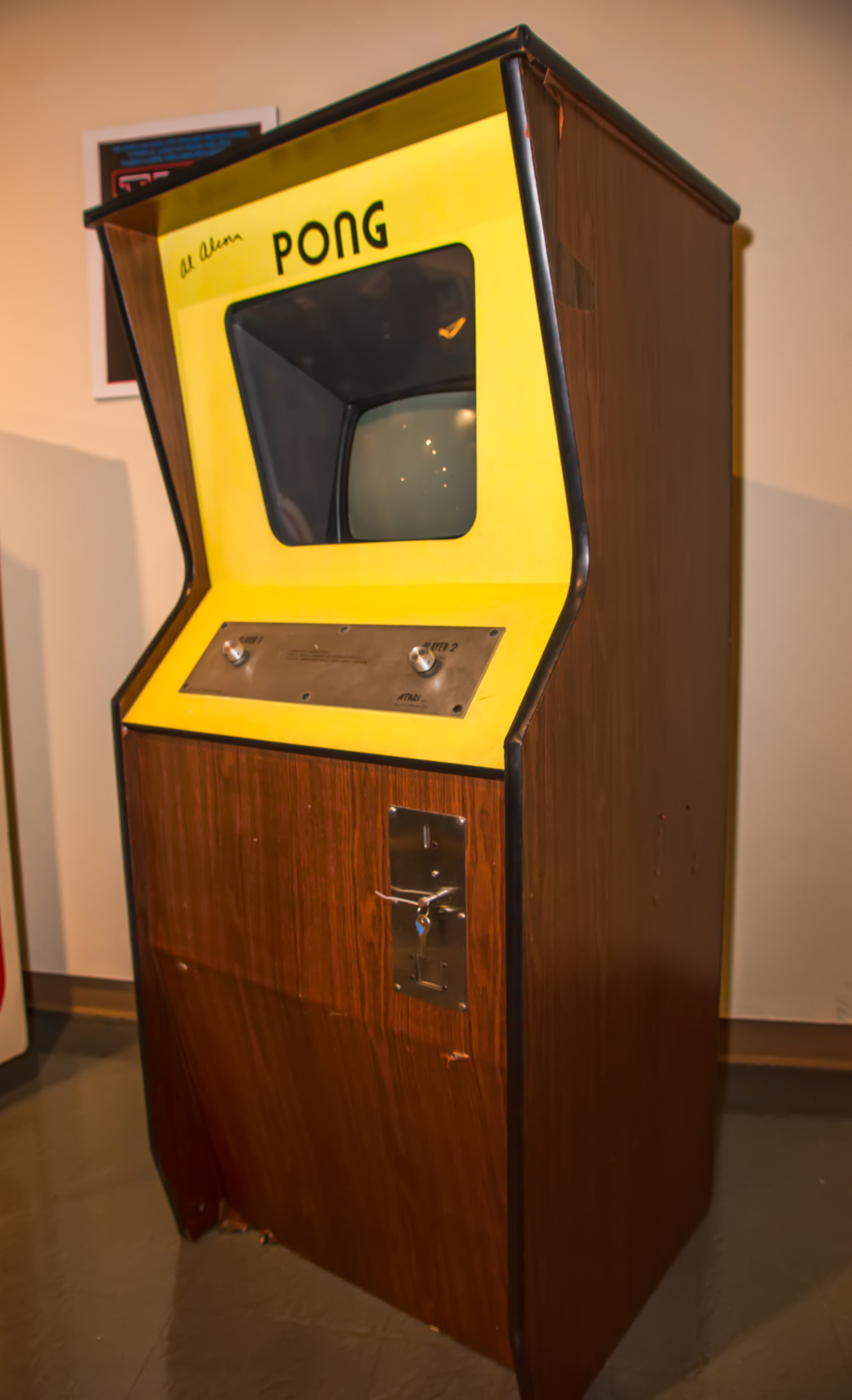
《乓》的出現為電子遊戲史開啟新篇章

大約在《銀河遊戲》原型機亮相的同時，《電腦太空戰》已投入生產並推出市面，是首款商業銷售的投幣式電子遊戲，也是首款能廣泛接觸受眾的作品。遊戲備受歡迎的地點通常位於大學校園附近，但在具備彈珠台以及其他遊戲的工人階級酒吧和電子遊樂場則表現很差。雖然遊戲取得商業成功，賺得逾一百萬美元，但依然未達到納廷聯合的期望。後來，布殊內爾和達布尼開發另一款遊戲，採用《電腦太空戰》的設計，並把他們的朔望公司更名為雅達利有限公司。起初，布殊內爾受到芝加哥硬幣於1969年出產的競速遊戲《賽道》（Speedway）所啟發，打算設計一款駕駛類電子遊戲，但其後公司首位員工艾倫·奧爾康認為駕駛遊戲作為公司首個項目來說是過於複雜，反過來建議製作以乒乓球為題材的原型機。接著，奧爾康擴展了這個想法，並設計了一款公司可以大加利用的遊戲。他們找不到生產商製造遊戲，但在原型機取得成功的情況下，他們決定自行生產遊戲機櫃。《乓》於1972年面世，比《電腦太空戰》晚了一年。遊戲在商業上取得巨大成功，銷量超過8,000台，另一方面激發了山寨作品在美國、歐洲、日本等地的銷售，同時導致這項媒介的普及。
1972年也是首款可以連接至電視機的家用電子遊戲機——米罗华奥德赛——的發行年。發明這部遊戲機的工程師拉夫·亨利·貝爾於1951年萌生了在電視機上製作互動遊戲的想法，但礙於當時的技術限制，他無法做到這一點。1966年，他開始研究可以接駁電視機的顯示遊戲畫面的設備，在製作出七個原型機後，他授權美格福斯改裝和生產最後一個的原型機「棕盒子」。1972年5月，美格福斯發布了這款遊戲機，並於同年9月開始銷售。除了成為首款面向家庭消費者的電子遊戲設備之外，遊戲機以及其遊戲還有許多創新：它是首款通過修改影像信號直接顯示在光柵掃描顯示器或電視機的遊戲，也是首個在電視廣告中展示的電子遊戲設備。遊戲機定價100美元，隨附了包含《乒乓球》在內幾款遊戲。布殊內爾曾經看過《乒乓球》的遊戲演示，而《乓》正是以此為基礎。奧德賽在1972年的銷量超過十萬台，1975年底銷量更是逾35萬台，這主要歸功於乒乓球運動的流行，《乓》的成功在推動奧德賽發展方面也功不可沒。《乓》和奧德賽開啟了電子遊戲的新時代，而隨著電子遊戲的普及，許多其他競爭者也開始在電子遊戲行業嶄露頭角。

## 外部連結
- 2000年經典遊戲博覽會：貝爾講述電子遊戲的誕生（英文）